# FIBA Americas League
La FIBA Americas League (en portugais : FIBA Liga das Américas, en espagnol : FIBA Liga de las Américas) est une compétition annuelle de basket-ball organisée par la FIBA Amériques, mettant aux prises des clubs des Amériques. La première édition s'est tenue le 4 décembre 2007.

## Format
Les 16 clubs participants sont répartis en quatre groupes de quatre équipes. Les deux meilleures équipes de chaque groupe sont qualifiées pour les quarts de finale. Chaque vainqueur des quarts de finale s'affrontent lors d'un Final four. L'équipe terminant en tête du Final Four gagne la compétition.

## Palmarès
| Saison            | Hôte du Final Four | Vainqueur                | Finaliste                |
| ----------------- | ------------------ | ------------------------ | ------------------------ |
| 2007-2008 Détails | Mexicali           | Peñarol Mar del Plata    | Soles de Mexicali        |
| 2008-2009 Détails | Xalapa             | Universo BRB             | Halcones de Xalapa       |
| 2009-2010 Détails | Mar del Plata      | Peñarol Mar del Plata    | Espartanos de Margarita  |
| 2010-2011 Détails | Xalapa             | Regatas Corrientes       | Capitanes de Arecibo     |
| 2012 Détails      | Formosa            | Pioneros de Quintana Roo | Club La Unión            |
| 2013 Détails      | Arecibo            | Pinheiros                | Lanús                    |
| 2014 Détails      | -                  | Flamengo                 | Pinheiros                |
| 2015 Détails      | Rio de Janeiro     | Bauru                    | Pioneros de Quintana Roo |
| 2016 Détails      | Barquisimeto       | Guaros de Lara           | Bauru                    |
| 2017 Details      | Barquisimeto       | Guaros de Lara           | Weber Bahía Basket       |
| 2018 Details      | Buenos Aires       | San Lorenzo              | Mogi das Cruzes          |
| 2019 Details      | Buenos Aires       | San Lorenzo              | Guaros de Lara           |

## Bilan

### Par club
| Équipe                   | Vainqueurs | Finalistes | Années (victoire)      | Années (finale) |
| ------------------------ | ---------- | ---------- | ---------------------- | --------------- |
| Guaros de Lara           | 2          | 1          | 2016 et 2017           | 2019            |
| Peñarol Mar del Plata    | 2          | 0          | 2007-2008 et 2009-2010 |                 |
| San Lorenzo              | 2          | 0          | 2018 et 2015           |                 |
| Pioneros de Quintana Roo | 1          | 1          | 2012                   | 2016            |
| Pinheiros                | 1          | 1          | 2013                   | 2014            |
| Bauru                    | 1          | 1          | 2015                   | 2016            |
| Universo BRB             | 1          | 0          | 2008-2009              |                 |
| Regatas Corrientes       | 1          | 0          | 2010-2011              |                 |
| Flamengo                 | 1          | 0          | 2014                   |                 |
| Soles de Mexicali        | 0          | 1          |                        | 2007-2008       |
| Halcones de Xalapa       | 0          | 1          |                        | 2008-2009       |
| Espartanos de Margarita  | 0          | 1          |                        | 2009-2010       |
| Capitanes de Arecibo     | 0          | 1          |                        | 2010-2011       |
| Club La Unión            | 0          | 1          |                        | 2012            |
| Lanús                    | 0          | 1          |                        | 2013            |
| Mogi das Cruzes          | 0          | 1          |                        | 2018            |

### Palmarès par pays
| Nation     | Vainqueur | Finaliste |
| ---------- | --------- | --------- |
| Argentine  | 5         | 3         |
| Brésil     | 4         | 3         |
| Venezuela  | 2         | 2         |
| Mexique    | 1         | 3         |
| Porto Rico | 0         | 1         |